# Louis Antoine Desmoulins
Louis Antoine Desmoulins (* 1. September 1794 (15. Fructidor II) in Rouen; † 17. November 1828 ebenda) war ein französischer Naturforscher, Anatom und Arzt.

## Leben und Wirken

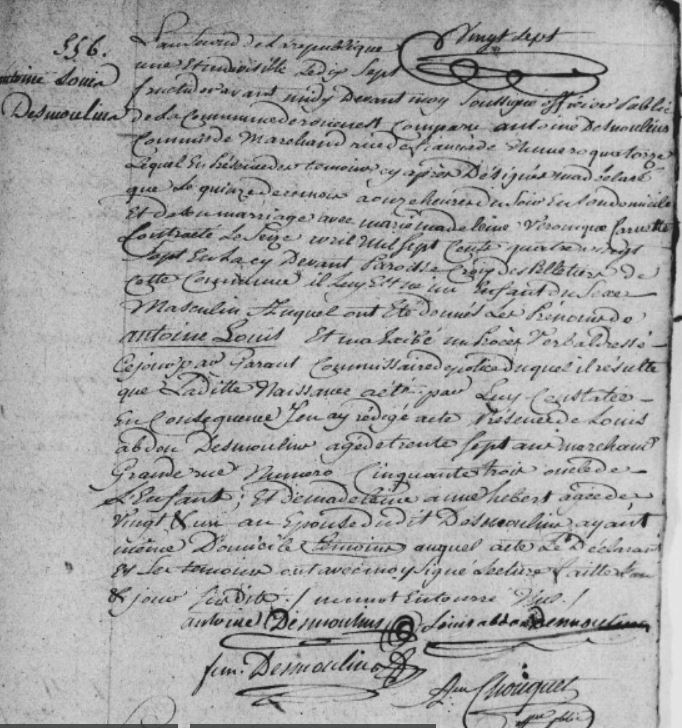
Eintrag seiner Geburt 15. Fructidor II
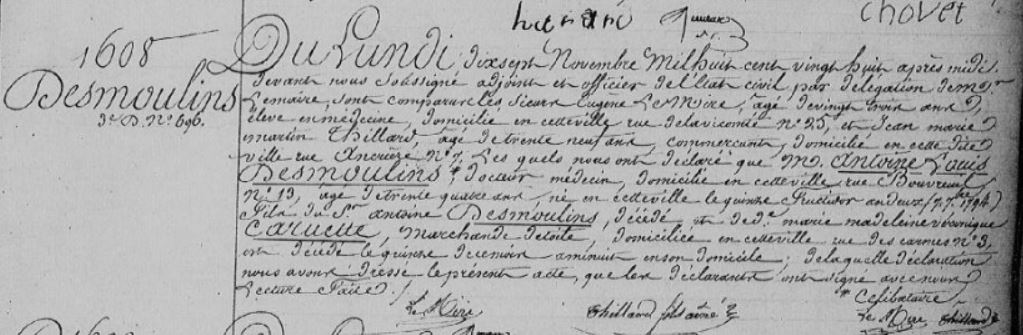
Eintrag seines Todes 17. November 1828

Sein Vater war der Händler Antoine Desmoulins, seine Mutter war Marie Madelaine Véronique geb. Carustte.
Er begann ein Medizinstudium an der Universität Rouen und beendete dieses in Paris, wo er am 29. August 1818 den Doktortitel erlangte. Seine Promotionsthese hatte den Titel Exposition des motifs d’un nouveau système d’hygiène, déduit des lois de la physiologie, et appliqué au perfectionnement physique et moral de l’homme. So besuchte er eifrig die Vorlesungen und Konferenzen des Muséum national d’histoire naturelle und baute bald Beziehungen zu den Gelehrten auf, die damals diese große wissenschaftliche Einrichtung besuchten. Unter ihnen befanden sich Größen wie Georges Cuvier, François Magendie, Jean Baptiste Bory de Saint-Vincent, Alexander von Humboldt und viele andere. Schon bald publizierte er wissenschaftliche Arbeiten, die im Institut de France Beachtung fanden und von diesem ausgezeichnet wurden. Hier gilt es insbesondere Recherches anatomiques et physiologiques sur le système nerveux des Poissons aus dem Jahr 1822 zu erwähnen. In den Jahren von 1822 bis 1825 arbeitete er neben vielen anderen Autoren an den ersten acht Bänden von Dictionnaire classique d’histoire naturelle mit. In den Bänden finden sich unter dem Kürzel A. D..NS. auch einige Erstbeschreibungen von Desmoulins. Als er 1825 gemeinsam mit Magendie Anatomie des systèmes nerveux des animaux à vertèbres, appliquée à la physiologie et à la zoologie publiziert, widerspricht Carl Gustav Carus seinen Analysen über das Rückenmark der Meerneunaugen (Petromyzon marinus) vehement. 1826 folgte Histoire naturelle des races humaines, ein Werk, das als großer Erfolg gefeiert wurde. Desmoulins entwickelte sich zum kompetenten Physiologen und war einer der Ersten, der der katholischen Lehre des Monogenismus widersprach. Als er vor der Académie des sciences eine seiner vergleichenden Arbeiten über das Gehirn von Erwachsenen im Vergleich zu dem von alten Menschen der Öffentlichkeit präsentierte, wurde diese von den Zuhörern nicht mit Wohlwollen aufgenommen. Seine Schlussfolgerung, dass das Gehirn älterer Menschen weniger voluminös, verkümmert und daher weniger geeignet für intellektuelle Aufgaben sei, stieß bei seinen gelehrten Zuhörern auf wenig Gegenliebe. Diese wollten ihm angeblich nach dem Vortrag nicht mehr das Wort erteilen. Durch einen weiteren Fehler ruinierte er endgültig seine Karriere. Zweifellos verbittert und undankbar gegenüber Cuvier machte er diesen zum Ziel seines aggressiven Verhaltens. In der Vorrede zu seinem neuen Werk kritisierte er nicht nur die Arbeit des berühmten Gelehrten, sondern griff ihn auch als Mitglied der öffentlichen Verwaltung an, indem er ihn mit beleidigenden Worten überhäufte. Die Akademie verweigerte die Anerkennung des Werkes. So startete Desmoulins 1827 auf eigene Kosten eine Petition gegen Cuvier. Als er schließlich die Sinnlosigkeit seiner Angriffe begriff, zog er sich zu seiner Familie nach Rouen zurück. Entmutigt und müde wurde er krank und verstarb in trauriger Einsamkeit.

## Arten
Zu den Arten gehören chronologisch u. a.:
- Südkaper (Eubalaena australis (Desmoulins, 1822))

## Unterarten
Zu den Unterarten gehören chronologisch u. a.:
- Flusspferd (Hippopotamus amphibius capensis Desmoulins, 1825)
- Buschschwein (Potamochoerus larvatus koiropotamus (Desmoulins, 1831))

## Synonyme
- Chloromys Desmoulins, 1823 ist ein Synonym für den Pampashasen (Dolichotis Desmarest, 1820)
- Physeter australasianus Desmoulins, 1822 ist ein Synonym für den Pottwal (Physeter macrocephalus Linnaeus, 1758)
- Oreamnos americanus columbianus (Desmoulins, 1823) ist ein Synonym für die Schneeziege (Oreamnos americanus  (Blainville, 1816))
- Cercopithecus pusillus Desmoulins, 1825 ist ein Synonym für die Südliche Grünmeerkatze (Chlorocebus pygerythrus (F. Cuvier, 1821))
- Semnopithecus fulvogriseus Desmoulins, 1825 ist ein Synonym für den Weißbartlangur (Semnopithecus vetulus (Erxleben, 1777))

## Publikationen (Auswahl)
- Exposition des motifs d’un nouveau système d’hygiène, déduit des lois de la physiologie, et appliqué au perfectionnement physique et moral de l’homme; (Thèse). L’Imprimerie de Didot jeune, Paris 1818 (books.google.de).
- De l’état du système nerveux, sous ses rapports de volume et de masse dans le marasme non sénile: et de l’influence de cet état sur les fonctions nerveuses. impr. de Huzard-Courcier, Paris 1820.
- Suite des Recherches sur l’état de volume et de masse du système nerveux et l’influence de cet état sur les fonctions nerveuses. impr. de Huzard-Courcier, Paris 1820 (gallica.bnf.fr).
- De l’état du système nerveux sous ses rapports de volume et de masse dans le marasme non sénile, et de l’influence de cet état sur les fonctions nerveuses. In: Journal de physique, de chimie, d’histoire naturelle et des arts. Band 90, 1820, S. 442–452 (biodiversitylibrary.org).
- Suite des recherches sur l’état du volume et de la masse du système nerveux, et l’influence de cet état sur les fonctions nerveuses. In: Journal de physique, de chimie, d’histoire naturelle et des arts. Band 92, 1821, S. 165–179 (biodiversitylibrary.org).
- Mémoire sur la distribution géographique des animaux vertébrés, moins les Oiseaux, lu à la première classe de l’institut. le 25 février 1822. In: Journal de Physique, de Chimie, d’Histoire Naturelle et des Arts, avec des planches en taille-douce. Band 94, 1822, S. 19–28 (biodiversitylibrary.org).
- Recherches anatomiques et physiologiques sur le système nerveux des Poissons. In: Journal de physiologie expérimentale et pathologique. Band 2, 1822, S. 127–135 (books.google.de).
- mit François Magendie: Note sur l’anatomie de la Lampoie. In: Journal de physiologie expérimentale et pathologique. Band 2, 1822, S. 224–231 (books.google.de).
- Extrait d’un Mémoire lu le 8 août 1822 à l’institut, par M. A. Desmoulins, pour servir de complément à ses recherches sur le système nerveaux des poissons. In: Journal de physiologie expérimentale et pathologique. Band 2, 1822, S. 348–353 (books.google.de).
- mit Jean Victor Audouin, Adolphe Théodore Brongniart, Augustin-Pyramus de Candolle, André Étienne Justin Pascal Joseph François d’Audebert de Férussac, Pierre Auguste Joseph Drapiez, Henri Milne Edwards, Marie Jean Pierre Flourens, Étienne Geoffroy Saint-Hilaire, Jean Baptiste Antoine Guillemin, Antoine Laurent de Jussieu, Karl Sigismund Kunth, Gabriel Delafosse, Jean Vincent Félix Lamouroux, Pierre André Latreille, Jean Jacques Lucas, Charles Numa Presles-Duplessis, Louis Constant Prévost, Achille Richard,  Arsène Thiébaut de Berneaud, Jean Baptiste Georges Geneviève Marcellin Bory de Saint-Vincent: Dictionnaire classique d’histoire naturelle. Band 1. Rey et Gravier, Raudouin Frères, Paris 1822 (biodiversitylibrary.org).
- mit Jean Victor Audouin, Jean Baptiste Isidore Bourdon, Adolphe Théodore Brongniart, Augustin-Pyramus de Candolle, André Étienne Justin Pascal Joseph François d’Audebert de Férussac, Pierre Auguste Joseph Drapiez, Henri Milne Edwards, Marie Jean Pierre Flourens, Étienne Geoffroy Saint-Hilaire, Antoine Laurent de Jussieu, Karl Sigismund Kunth, Gabriel Delafosse, Jean Vincent Félix Lamouroux, Pierre André Latreille, Jean Jacques Lucas, Charles Numa Presles-Duplessis, Louis Constant Prévost, Achille Richard,  Arsène Thiébaut de Berneaud, Jean Baptiste Georges Geneviève Marcellin Bory de Saint-Vincent: Dictionnaire classique d’histoire naturelle. Band 2. Rey et Gravier, Raudouin Frères, Paris 1822 (biodiversitylibrary.org).
- Sur l’état anatomique de la peau et du tissu cellulaire sous-cutané dans la fièvre jaune. In: Journal complémentaire du Dictionnaire des sciences médicales. Band 12, 1822, S. 15–19 (gallica.bnf.fr).
- Sur le rapport entre la dilatation des couches d’air et l’activité des miasmes considérés comme cause de la fièvre jaune et des autres formes de l’irritation gastrointestinalesous-cutané dans la fièvre jaune. In: Journal complémentaire du Dictionnaire des sciences médicales. Band 12, 1822, S. 97–108 (gallica.bnf.fr).
- Sur le rapport le plus probable entre l’organisation du cerveau et ses fonctions. In: Journal complémentaire du Dictionnaire des sciences médicales. Band 13, 1822, S. 206–214 (gallica.bnf.fr).
- Mémoire sur le rapport qu’a l’étendue des surfaces de la rétine et du nerf optique des oiseaux avec l’énergie et la portée de leur vue. Impr. Cellot, Paris 1822.
- Exposition succincte du développement et des fonctions du système cérébro-spinal. In: Archives générales de Médecine. Band 2, 1823, S. 223–224 (digitale-sammlungen.de).
- Note sur la détermination du rapport wui existe le développement sphérique donné par le plissement des rétines des oiseaux et des poissons, et la sphère de l’œil circonscrite à ces rétines. In: Archives générales de Médecine. Band 3, 1823, S. 418–424 (digitale-sammlungen.de).
- Exposition succincte du développement et des fonctions des systèmes nerveux latéraux des organes des sens , et de ceux des mouvemens dans les animaux vertébrés. In: Archives générales de Médecine. Band 3, 1823, S. 571–594 (digitale-sammlungen.de).
- Mémoire sur le rapport qui unit le développement du nerf pneumo-gastrique à celui des parois du quatrième ventricule, et sur la composition de la moelle épinière. impr. de Cellot, Paris 1823 (gallica.bnf.fr).
- Mémoire sur le rapport qui unit le développement du nerf pneumo-gastrique à celui des parois du quatrième ventricule, et sur la composition de la moelle épinière. In: Journal de physiologie expérimentale et pathologique. Band 3, 1823, S. 362–375 (books.google.de).
- mit Jean Victor Audouin, Jean Baptiste Isidore Bourdon, Adolphe Théodore Brongniart, Augustin-Pyramus de Candolle, André Étienne Justin Pascal Joseph François d'Audebert de Férussac, Gérard Paul Deshayes, Pierre Auguste Joseph Drapiez, Jean-Baptiste André Dumas, Henri Milne Edwards, Marie Jean Pierre Flourens, Étienne Geoffroy Saint-Hilaire, Antoine Laurent de Jussieu, Karl Sigismund Kunth, Gabriel Delafosse, Jean Vincent Félix Lamouroux, Pierre André Latreille, Jean Jacques Lucas, Louis Constant Prévost, Achille Richard, Jean Baptiste Georges Geneviève Marcellin Bory de Saint-Vincent: Dictionnaire classique d’histoire naturelle. Band 3. Rey et Gravier, Raudouin Frères, Paris 1823 (biodiversitylibrary.org).
- mit Jean Victor Audouin, Jean Baptiste Isidore Bourdon, Adolphe Théodore Brongniart, Augustin-Pyramus de Candolle, André Étienne Justin Pascal Joseph François d’Audebert de Férussac, Gérard Paul Deshayes, Pierre Auguste Joseph Drapiez, Henri Milne Edwards, Marie Jean Pierre Flourens, Étienne Geoffroy Saint-Hilaire, Félix Édouard Guérin-Méneville, Jean Baptiste Antoine Guillemin, Antoine Laurent de Jussieu, Karl Sigismund Kunth, Gabriel Delafosse, Jean Vincent Félix Lamouroux, Pierre André Latreille, Jean Jacques Lucas, Louis Constant Prévost, Achille Richard, Jean Baptiste Georges Geneviève Marcellin Bory de Saint-Vincent: Dictionnaire classique d’histoire naturelle. Band 4. Rey et Gravier, Raudouin Frères, Paris 1823 (biodiversitylibrary.org).
- Mémoire sur le rapport qu’a l’étendue des surfaces de la rétine et du nerf optique des oiseaux avec l’énergie et la portée de leur vue. In: Bulletin des sciences par Société philomathique de Paris. 1823, S. 69–71 (biodiversitylibrary.org).
- Mémoire sur le défaut d’unité de composition du système nerveux , et sur la concordance de ce défaut d’unité avec l’inégalité des facultés des animaux. In: Journal complémentaire du Dictionnaire des sciences médicales. Band 18, 1824, S. 97–107 (gallica.bnf.fr).
- Recherches anatomiques et physiologiques sur la structure intime des animeaux et de végéteaux, et sur leur motilité; par M. H. Dutrochet. paris, 1824. In-8o. avec deux planches. In: Journal complémentaire du Dictionnaire des sciences médicales. Band 18, 1824, S. 263–273 (gallica.bnf.fr).
- Sur le mécanisme particulier aux membres postérieurs des Chauve-souris. In: Bulletin des sciences naturelles et de géologie. Band 1, 1824, S. 370–372 (biodiversitylibrary.org).
- De l’existence du nerf olfactif ou ethmoïdal dans les Baleines. In: Bulletin des sciences naturelles et de géologie. Band 2, 1824, S. 362–363 (biodiversitylibrary.org).
- Mémoire sur l’usage des couleurs de la choroïde dans l’œil des animaux vertebres. In: Journal de physiologie expérimentale et pathologique. Band 4, 1824, S. 89–100.
- Mémoire sur le système nerveux de l’appareil lacrymal des serpents à sonnettes des Trigonocéphales et de quelques autres serpents. In: Journal de physiologie expérimentale et pathologique. Band 4, 1824, S. 264–284.
- mit Jean Victor Audouin, Jean Baptiste Isidore Bourdon, Adolphe Théodore Brongniart, Augustin-Pyramus de Candolle, André Étienne Justin Pascal Joseph François d’Audebert de Férussac, Gérard Paul Deshayes, Pierre Auguste Joseph Drapiez, Henri Milne Edwards, Marie Jean Pierre Flourens, Étienne Geoffroy Saint-Hilaire, Félix Édouard Guérin-Méneville, Jean Baptiste Antoine Guillemin, Antoine Laurent de Jussieu, Karl Sigismund Kunth, Gabriel Delafosse, Jean Vincent Félix Lamouroux, Pierre André Latreille, Jean Jacques Lucas, Louis Constant Prévost, Achille Richard, Jean Baptiste Georges Geneviève Marcellin Bory de Saint-Vincent: Dictionnaire classique d’histoire naturelle. Band 5. Rey et Gravier, Raudouin Frères, Paris 1824 (biodiversitylibrary.org).
- mit Jean Victor Audouin, Jean Baptiste Isidore Bourdon, Adolphe Théodore Brongniart, Augustin-Pyramus de Candolle, André Étienne Justin Pascal Joseph François d’Audebert de Férussac, Gérard Paul Deshayes, Pierre Auguste Joseph Drapiez, Henri Milne Edwards, Marie Jean Pierre Flourens, Étienne Geoffroy Saint-Hilaire, Félix Édouard Guérin-Méneville, Jean Baptiste Antoine Guillemin, Antoine Laurent de Jussieu, Karl Sigismund Kunth, Gabriel Delafosse, Jean Vincent Félix Lamouroux, Pierre André Latreille, Jean Jacques Lucas, Louis Constant Prévost, Achille Richard, Jean Baptiste Georges Geneviève Marcellin Bory de Saint-Vincent: Dictionnaire classique d’histoire naturelle. Band 6. Rey et Gravier, Raudouin Frères, Paris 1824 (biodiversitylibrary.org).
- Détermination de deux espèces vivantes d’Hippotame. In: Journal de physiologie expérimentale et pathologique. Band 5, 1825, S. 354–362.
- Sur les différences ostéologiques des genres Gerboise et Hélamys. In: Journal de physiologie expérimentale et pathologique. Band 5, 1825, S. 362–366.
- mit Jean Victor Audouin, Jean Baptiste Isidore Bourdon, Adolphe Théodore Brongniart, Augustin-Pyramus de Candolle, André Étienne Justin Pascal Joseph François d’Audebert de Férussac, Gérard Paul Deshayes, Pierre Auguste Joseph Drapiez, Jean-Baptiste André Dumas, Henri Milne Edwards, Antoine Laurent Apollinaire Fée, Marie Jean Pierre Flourens, Étienne Geoffroy Saint-Hilaire, Isidore Geoffroy Saint-Hilaire, Félix Édouard Guérin-Méneville, Jean Baptiste Antoine Guillemin, Antoine Laurent de Jussieu, Karl Sigismund Kunth, Gabriel Delafosse, Jean Vincent Félix Lamouroux, Pierre André Latreille, Louis Constant Prévost, Achille Richard, Jean Baptiste Georges Geneviève Marcellin Bory de Saint-Vincent: Dictionnaire classique d’histoire naturelle. Band 7. Rey et Gravier, Raudouin Frères, Paris 1825 (biodiversitylibrary.org).
- mit Jean Victor Audouin, Jean Baptiste Isidore Bourdon, Adolphe Théodore Brongniart, Augustin-Pyramus de Candolle, André Étienne Justin Pascal Joseph François d’Audebert de Férussac, Gérard Paul Deshayes, Jacques-Amand Eudes-Deslongchamps, Pierre Auguste Joseph Drapiez, Jean-Baptiste André Dumas, Henri Milne Edwards, Antoine Laurent Apollinaire Fée, Marie Jean Pierre Flourens, Étienne Geoffroy Saint-Hilaire, Isidore Geoffroy Saint-Hilaire, Félix Édouard Guérin-Méneville, Jean Baptiste Antoine Guillemin, Antoine Laurent de Jussieu, Karl Sigismund Kunth, Gabriel Delafosse, Jean Vincent Félix Lamouroux, Pierre André Latreille, Louis Constant Prévost, Achille Richard, Jean Baptiste Georges Geneviève Marcellin Bory de Saint-Vincent: Dictionnaire classique d’histoire naturelle. Band 8. Rey et Gravier, Raudouin Frères, Paris 1825 (biodiversitylibrary.org).
- mit François Magendie: Anatomie des systèmes nerveux des animaux à vertèbres, appliquée à la physiologie et à la zoologie. Band 1. Chez Mequignon-Marvis, Paris 1825 (gallica.bnf.fr).
- mit François Magendie: Anatomie des systèmes nerveux des animaux à vertèbres, appliquée à la physiologie et à la zoologie. Band 2. Chez Mequignon-Marvis, Paris 1825 (gallica.bnf.fr).
- mit François Magendie: Anatomie des systèmes nerveux des animaux à vertèbres, appliquée à la physiologie et à la zoologie. Atlas. Chez Mequignon-Marvis, Paris 1825 (gallica.bnf.fr).
- Tableaux analytiques de la zoologie, d’après des caractères déduits de l’anatomie et surtout de l’étude des systèmes nerveux et osseux. In: Bulletin des sciences naturelles et de géologie. Band 6, 1825, S. 239–345 (biodiversitylibrary.org).
- Mémoire sur le système nerveux de l’appareil lacrymal des serpents à sonnettes des Trigonocéphales et de quelques autres serpents. In: Bulletin des sciences naturelles et de géologie. Band 9, 1826, S. 99–103 (biodiversitylibrary.org).
- Histoire naturelle des races humaines du nord-est de l’Europe, de l’Asie boréale et orientale, et de l’Afrique australe, d’après des recherches spéciales d’antiquités, de physiologie, d’anatomie et de zoologie, appliquée à la recherche des origines des anciens peuples, à la science étymologique, à la critique de l’histoire, etc. In: Bulletin des sciences naturelles et de géologie. Band 10, 1826, S. 282–285 (biodiversitylibrary.org).
- Histoire naturelle des races humaines du Nord-Est de l’europe, de l’asie bobéale et orientale et de l’Afrique Australe, d’après des recherches spéciales d’antiquités, de physiologie, d’anatomie et de zoologie appliquée à la recherches des origines des anciens peuples, à la science étymologique, à la critique de l’histoire, etc. suivie d’un mémoire lu, en 1823 à l’Academie des Inscriptions et Belles-Lettres de l’Institute. Atlas. Chez Mequignon-Marvis, Paris 1826 (books.google.de).
- Pétition adressée à la Chambre des Pairs contre le Baron Cuvier, en sa qualité de professeur administrateur du Muséum d’histoire naturelle. Impr. de C. Bloquet, Rouen 1827.